# SKYCITY Darwin
SKYCITY Darwin es un casino localizado en Darwin, Territorio del Norte, Australia. Es el único casino en Darwin.

## Historia
En 1979 se le dio una licencia al casino y abrió en su actual local en 1983. Hasta el 2004 era conocido como MGM Grand Darwin. En el 2004 SKYCITY Entertainment Group lo compró a un precio de $195 millones y tomó la propiedad el 23 de julio de 2004.